# Úbytkový seznam
Úbytkový seznam je evidenčním dokumentem knihovny, který zaznamenává vyřazené knihovní jednotky z knihovní fondu. Tvoří protiváhu tzv. přírůstkovému seznamu. Proces jeho tvorby vychází zejména ze dvou zákonných norem: Zákon o knihovnách a podmínkách provozování veřejných knihovnických a informačních služeb (knihovní zákon) a vyhláška č. 88/2002 Sb. 

## Pravidla pro tvorbu

### Vyřazování z knihovního fondu
Z knihovního fondu knihovny lze vyřazovat pouze:
- knihovní dokumenty, které neodpovídají zaměření knihovního fondu knihovny a jejím úkolům
- multiplikáty knihovních dokumentů
- knihovní dokumenty opotřebované, neúplné nebo poškozené

Samotnému vyřazení předchází schvalovací proces. V případě dokumentů z konzervační fondu a z historického fondu lze jednotky vyřadit pouze se souhlasem ministerstva. Provozovatel knihovny je povinen nejdříve nabídnout ke koupi vyřazené knihovní dokumenty a to nejdříve provozovateli jiné knihovny. Pokud nedošlo k odkoupení následuje nabídka k jinému zájemci. Dále přichází na řadu možnost darování, nebo zlikvidování. V případě jednotek z konzervačního nebo historického fondu je provozovatel knihovny povinen nabídnout vyřazené jednotky národní knihovně.

### Podoba úbytkového seznamu
Seznam úbytků obsahuje:
- datum zapsání
- pořadové číslo záznamu
- přírůstkové číslo knihovního dokumentu a případně i jeho signaturu
- označení autora, název, místo a rok vydání knihovního dokumentu, popřípadě jiné údaje zaručující nezaměnitelnost knihovního dokumentu,
- důvod odpisu nebo vyřazení knihovního dokumentu (ztráta, zastaralost, poškození apod.) s odvoláním na příslušný schvalovací doklad